# Lonar-See
Der Lonar-See (Marathi: लोणार सरोवर, engl. Lonar Lake) ist ein Salz- und Natronsee bei Lonar im Buldhana-Distrikt im indischen Bundesstaat Maharashtra. Der See entstand durch einen Meteoritenimpakt während des Pleistozäns. Er gehört als Stätte 22 zu den nationalen geologischen Denkmälern Indiens.

## Lage

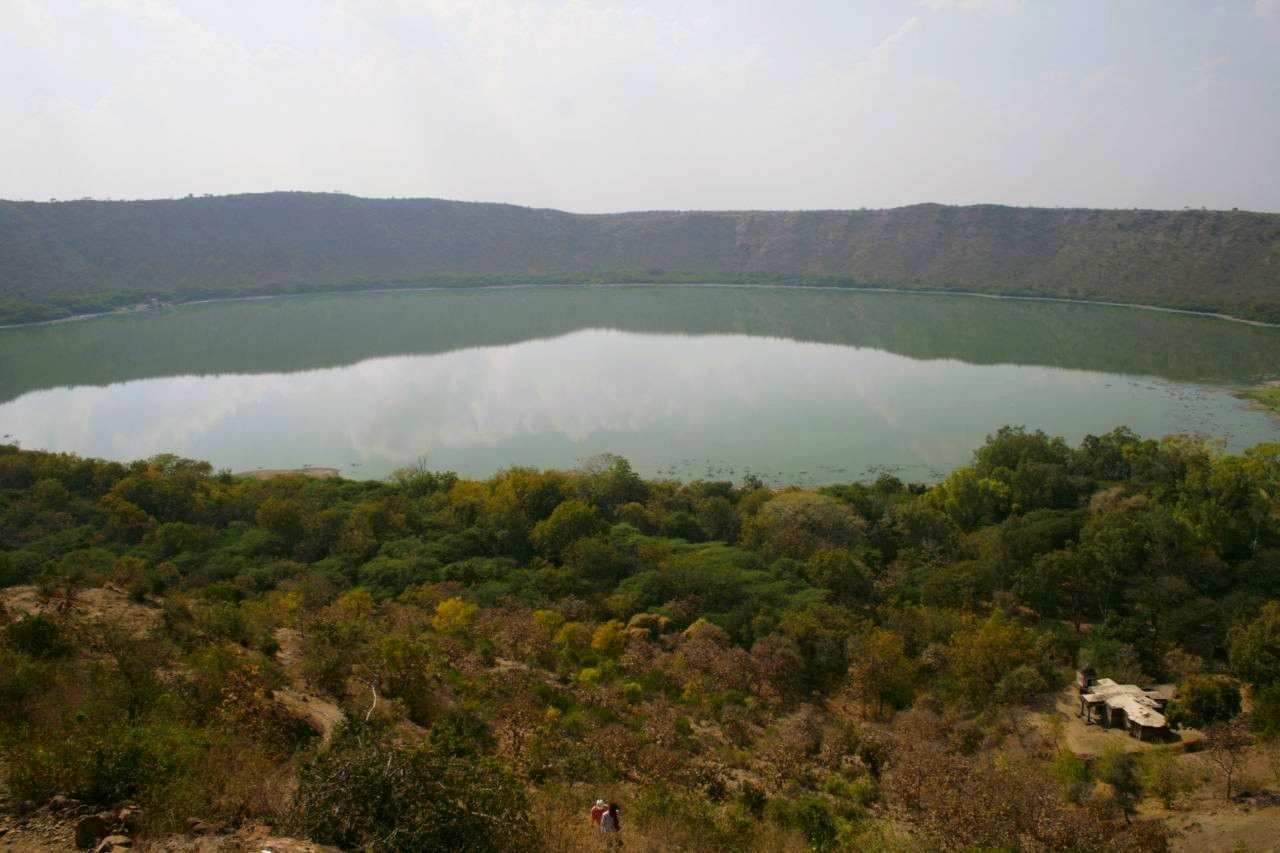
Der Kratersee mit einem Tempel im Vordergrund

Der Impaktsee befindet sich knapp 1000 Meter südwestlich von Lonar, rund 140 Kilometer östlich von Aurangabad.

## Geschichte
Der Lonar-See wurde  bereits in alten religiösen Schriften wie dem Skandapurana und dem Padmapurana erwähnt, sehr viel später dann auch im Ain-i-Akbari. Das um 1600 verfasste Ain-i-Akbari beschreibt den See wie folgt:

„Diese Hügel stellen alle benötigten Substanzen, um Glas und Seife herzustellen. Auch Salpeter wird abgebaut, was der Staatskasse beträchtliche Steuereinnahmen beschert. In den Hügeln findet sich eine Salzwasser spendende Quelle, jedoch ist das Wasser vom Zentrum und den Rändern des Sees vollkommen genießbar.“

Als erster Europäer besuchte der britische Offizier J. E. Alexander im Jahr 1823 den See. Der Buldhana-Distrikt, in dem sich der See befindet, war einst Teil des Reichs von Ashoka und später des Shatavahana-Reichs. Auch die Chalukya und die Rashtrakuta herrschten einst über den Distrikt. Während der Herrschaft der Mogul, der Yadava, der Nizam und der Briten florierte der Handel. Mehrere Tempel am Kraterrand sind Yadava-Tempel oder Hemadpanti-Tempel (benannt nach Hemadri Ramgaya).

## Beschreibung
Der nahezu kreisförmige Einschlagkrater liegt auf einer Meerhöhe von 480 Meter und hat einen mittleren Durchmesser von 1200 Meter, wohingegen der eigentliche Kraterrand einen Durchmesser von 1830 Meter aufweist. Der Umfang des Sees beträgt 4800 Meter und seine Oberfläche 1,13 Quadratkilometer. Die Höhendifferenz vom Kraterrand bis zur tiefsten Stelle beträgt 137 Meter. Die Kraterinnenseite fällt mit bis zu 75° sehr steil zum See hin ab.
Geomorphologisch kann der Lonar-See in fünf Zonen unterteilt werden:
- die äußere Auswurfdecke
- der Kraterrand
- der innere Kraterhang
- das Kraterbecken
- der Kratersee im Kraterbecken.

### Ambar Lake
Nur 700 Meter nördlich vom eigentlichen Kratersee findet sich eine weitere kleine, nach Nordwest ausgelängte,  wassergefüllte Depression, der Ambar Lake oder auch Chota Lonar (Kleiner Lonar). Es wird vermutet, dass es sich hierbei um den Einschlag eines vom Meteoriten abgeplatzten Fragments handelt. In der Nähe steht ein dem Gott Hanuman (schlafender Maruti) geweihter Tempel (Motha Maruti), dessen steinerne Bildgestalt angeblich sehr magnetisch sein soll und eventuell vom Meteoriten stammt. Die anliegenden Bauern benutzen den See für Bewässerungszwecke. Rund 1000 Meter im Südosten ist noch eine kreisrunde Struktur zu erkennen, die jetzt nahezu ausgetrocknet ist. Über ihren Ursprung ist jedoch nichts bekannt.

## Geologie

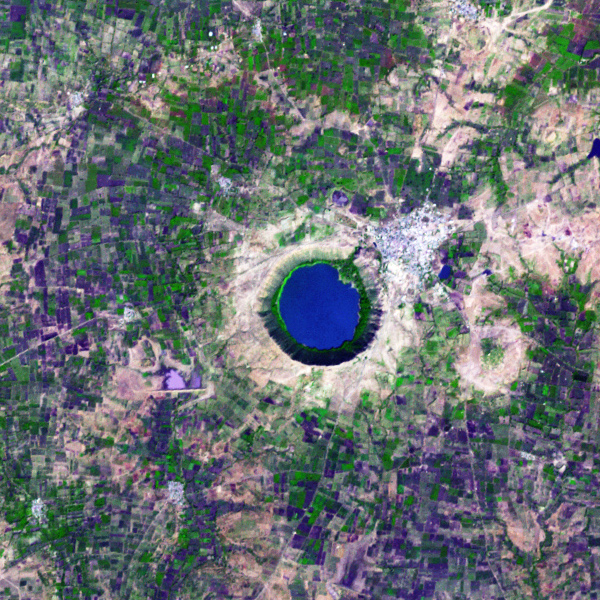
Satellitenaufnahme des Lonar Lake

Der Lonar-Impaktkrater ist der bisher einzige bekannte Meteoritenkrater, der in die Basalte des Dekkans  eingeschlagen hat. Anfänglich war noch von einem vulkanischen Ursprung des Sees ausgegangen worden, dieser wird aber mittlerweile dem Impakt eines Kometen oder Asteroiden zugeschrieben. Eine Bestätigung dieser Theorie findet sich in Plagioklasen, die entweder zu Maskelynit umgewandelt wurden oder Planare Deformationslamellen (PDFs) enthalten. Es wird davon ausgegangen, dass nur hypersonische Impakte diese Strukturen erzeugen. Weitere Beweise für die Impakttheorie liefern Strahlenkegel und verformte Basaltlagen am Kraterrand, geschockte Brekzien im Kraterinneren sowie eine den Krater umgebende Auswurfdecke nicht-vulkanogenen Ursprungs.
Der Lonar-Krater besitzt einen leicht ovalen Umriss, der auf einen von Osten kommenden Einschlag unter einem Winkel von 35 bis 40° hinweist.

## Alter
Für das Alter des Kraters bestehen mehrere Abschätzungen. Frühe Thermoluminiszenzuntersuchungen erbrachten noch ein Alter von 52.000 Jahren, wohingegen neuere Argon-Argon-Datierungen auf ein wesentlich höheres Alter bis zu 570.000 ± 47.000 Jahren (Mittelpleistozän) schließen lassen. Dieses deutlich höhere Alter befindet sich in wesentlich besserer Übereinstimmung mit der Erosionsintensität am Krater.

## Ökologie
Die Hanglagen am Kratersee werden von einer Baumsavanne bestanden mit den Taxa Teakbaum Tectona grandis, Wrightia tinctoria, dem Malabar-Lackbaum Butea monosperma und der Naturfaser Helicteres isora. An den Steilhängen gedeiht Buschsavanne mit der Akazie Acacia nilotica und dem Kreuzdorngewächs Ziziphus sp. Am Seeufer breitet sich das aus Mittelamerika eingewanderte Taxon Prosopis juliflora aus. Das Flussdelta des Dhara im Nordosten wird ackerbaulich genutzt, angebaut werden vorwiegend Hirse, Mais, Bananen und Papaya.
Die chemischen Gegebenheiten weisen im See zwei Regionen aus, die sich nicht miteinander vermischen und die sich durch eine distinkte Flora und Fauna auszeichnen:
- eine neutrale Außenzone mit pH=7
- eine alkalische Innenzone mit pH=11.

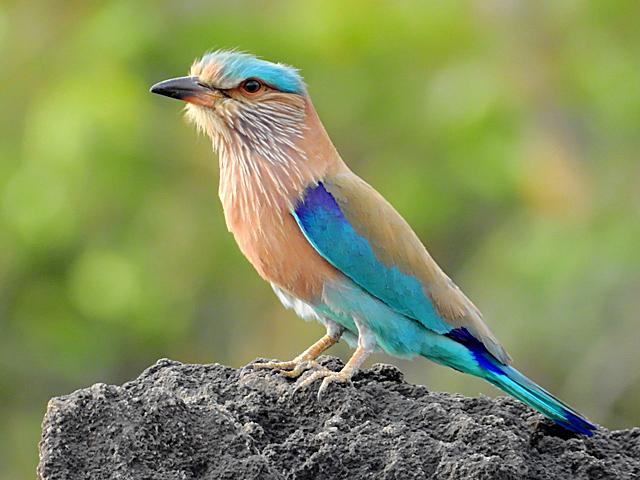
Die Hinduracke

Der See bildet ein Paradies für viele Pflanzen- und Tierarten. Heimische Vogelarten aber auch viele Zugvögel finden an ihm Schutz, so beispielsweise Stelzenläufer, Rostgans, Lappentaucher, Brandgans (europäischer Zugvögel), Anatinae, Krickenten, Reiher, Rotlappenkiebitz, Hinduracke, Blauhäher, Bajaweber, Lerchen, Schneidervögel, Elstern, Rotkehlchen und Schwalben. Unter den Reptilien sind vor allem Warane erwähnenswert. Am See stellen sich außerdem tausende von Pfauen, Indische Gazelle und andere Gazellenarten ein.

### Mikroorganismen
Im alkalischen Soda-Faziesbereich des Lonar-Sees konnte Streptomyces alkalithermotolerans isoliert werden – eine alkaliphile und thermotolerante Bakterienart aus der Gattung Streptomyces. Auch nichtsymbiotische stickstofffixierende Mikroorganismen wie Halomonas sp., Paracoccus sp., Klebsiella sp., Slackia sp. und Actinopolyspora sp. wurden im See im Jahr 2007 angetroffen. Sämtliche Stickstofffixierer sind haloalkaliphil, da sie nur bei pH-11 gedeihen. Einige der aus dem Seewasser abgesonderten Bakterien und Actinomyceten gedeihen sogar auf inorganischem Substrat, das Marsboden simulierende Komponenten enthält.

### Salzgehalt
Das Seewasser enthält verschiedene Salze (Chloride) bzw. Natronsalze (Karbonate), die in Trockenperioden bei fallendem Seespiegel ausdunsten und dann in großen Mengen aufgesammelt werden können. Diese Salze sind unter verschiedenen örtlichen Namen bekannt. Vor kurzem wurde in einem Bohrkern das Karbonat Gaylussit entdeckt, ein hydriertes Mischkarbonat aus Natrium und Kalzium mit der Formel Na2Ca(CO3)2·5H2O. Es tritt als durchscheinende, glasig weiße, graue bis gelbliche Prismen mit monokliner Symmetrie auf. Das Mineral ist instabil, dehydriert in trockener Luft und zersetzt sich in Wasser.
Der See hat jedoch über die beiden Bäche Purna und Penganga Zugang zu Süßwasser, außerdem befindet sich auf der Südseite in unmittelbarer Seenähe ein Süßwasserbrunnen.

## Tempel

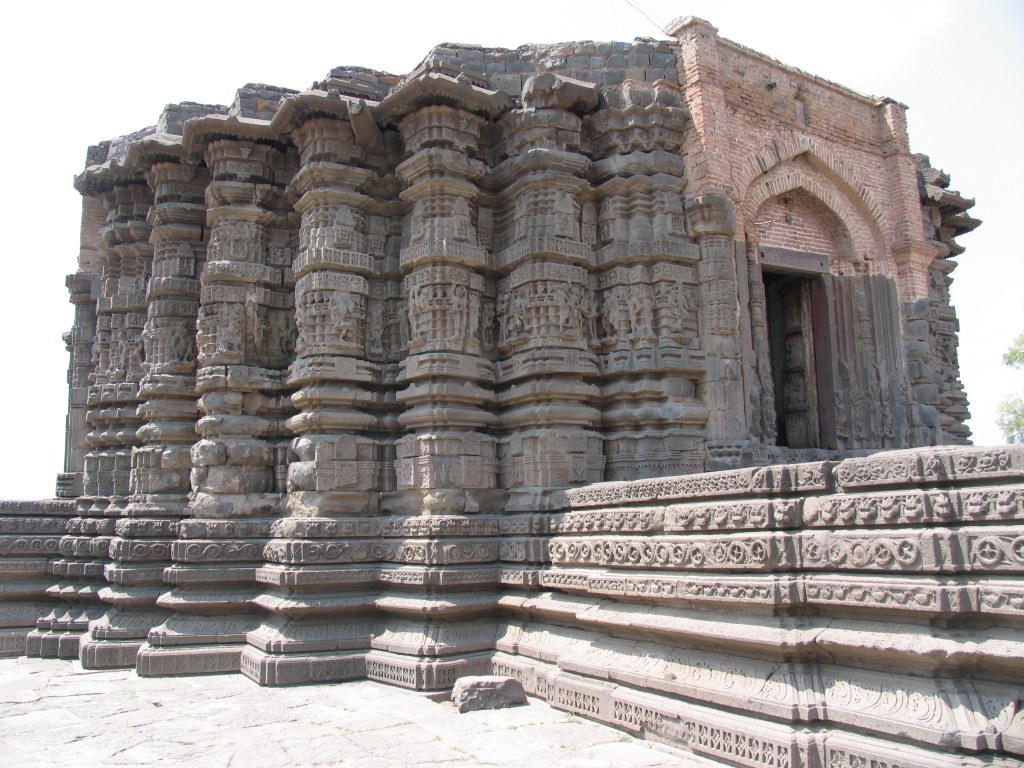
Der Daitya Sudan in Lonar

Wie eingangs schon erwähnt finden sich am See oder in Seenähe viele Tempelanlagen, wobei mehrere bereits verfallen sind. Eine Ausnahme bildet der Daitya Sudan im Zentrum von Lonar, der zu Ehren Vishnus erbaut wurde und seinem Sieg über den Riesen Lonasur gedenkt. Er ist ein exquisites Beispiel früher Hinduarchitektur. Weitere Tempel, die alle im Kraterbereich liegen, sind Vishnumandir, Ram Gaya, Wagh Mahadev, Mora Mahadev, Munglyacha Mandir und der Tempel der Göttin Kamalaja Devia am Seerand. Der Gomukh-Tempel liegt auf dem Kraterrand und Shankar Ganesh steht teils unter Wasser.